# Günther T. Schulz

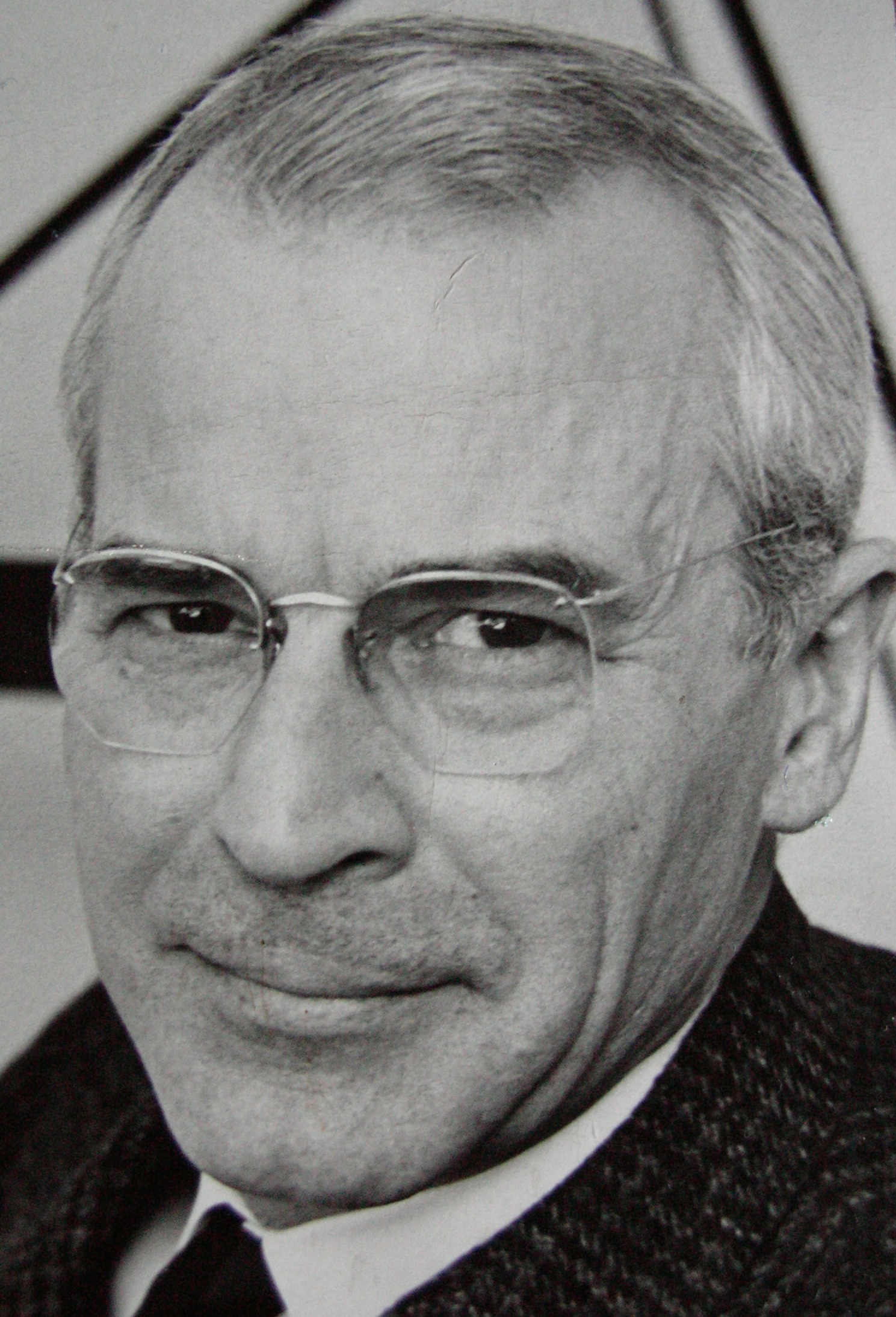
Günther T. Schulz (1958)

Günther T. Schulz (GTS) (eigentlich Günther Ferdinand Paul, * 22. März 1909 in Berlin-Karlshorst; † 12. September 1978 in Gordon’s Bay, Südafrika) war ein deutscher Werbegrafiker, Illustrator und Maler.
Zu seinen Arbeiten gehört unter anderem das Design des Ur-Logos der Bildzeitung.

## Beruflicher Werdegang
Günther T. Schulz verließ das Gymnasium Karlshorst vorzeitig. Er wusste bereits seit seiner Kindheit, dass er das Zeichnen zu seinem Beruf machen wollte, begann am 1. Oktober 1925 allerdings zunächst eine Ausbildung zum Lithografen bei dem Drucker, Repro-Fotografen und Lithografen E. U. Schwerdtfeger. Laut Lehrvertrag wurde er während der Ausbildung jedoch nicht nur in der Abteilung Lithografie, sondern auch im Zeichen-Atelier unterrichtet. Obwohl die Ausbildung auf vier Jahre angelegt war, beendete Schulz diese bereits nach drei Jahren am 1. Oktober 1928. Die Gesellenprüfung wurde vom Prüfungsausschuss für das graphische Kunsthandwerk in Berlin mit „gut“ bewertet.
Durch seine Umtriebigkeit und seinen Arbeitseifer machte er schnell auf sich aufmerksam und gewann Unterstützer. Ein Stipendium des Ullstein Verlags ermöglichte ihm, während seiner Lithografenausbildung bei den seinerzeit bekanntesten deutschen Illustratoren Theo Matejko und Fritz Koch-Gotha zu studieren. Die Handschrift Koch-Gothas, dessen einziger Schüler er war, lässt sich in einigen von Schulz’ frühen Arbeiten deutlich erkennen.

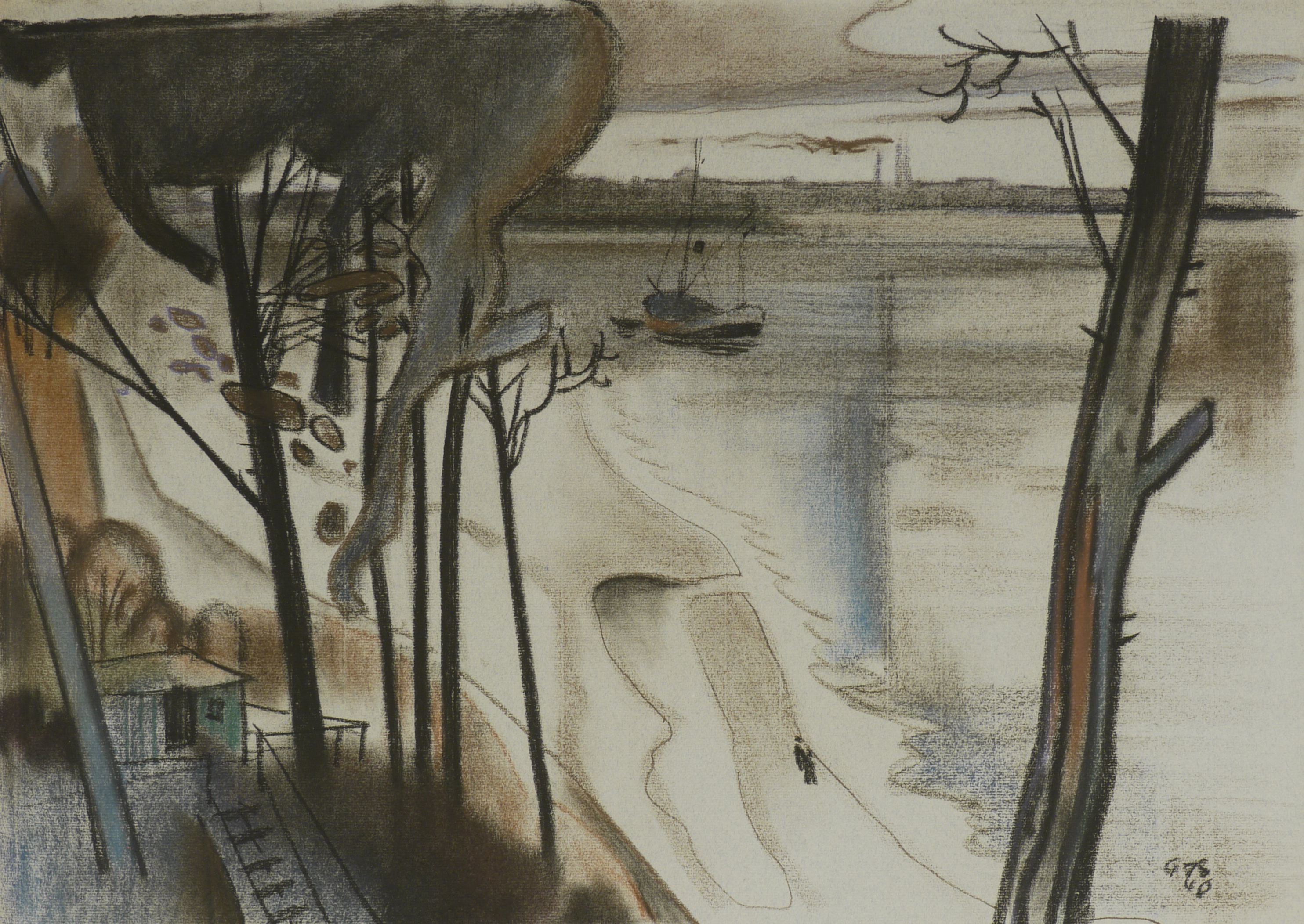
Kohlezeichnung der Elbe

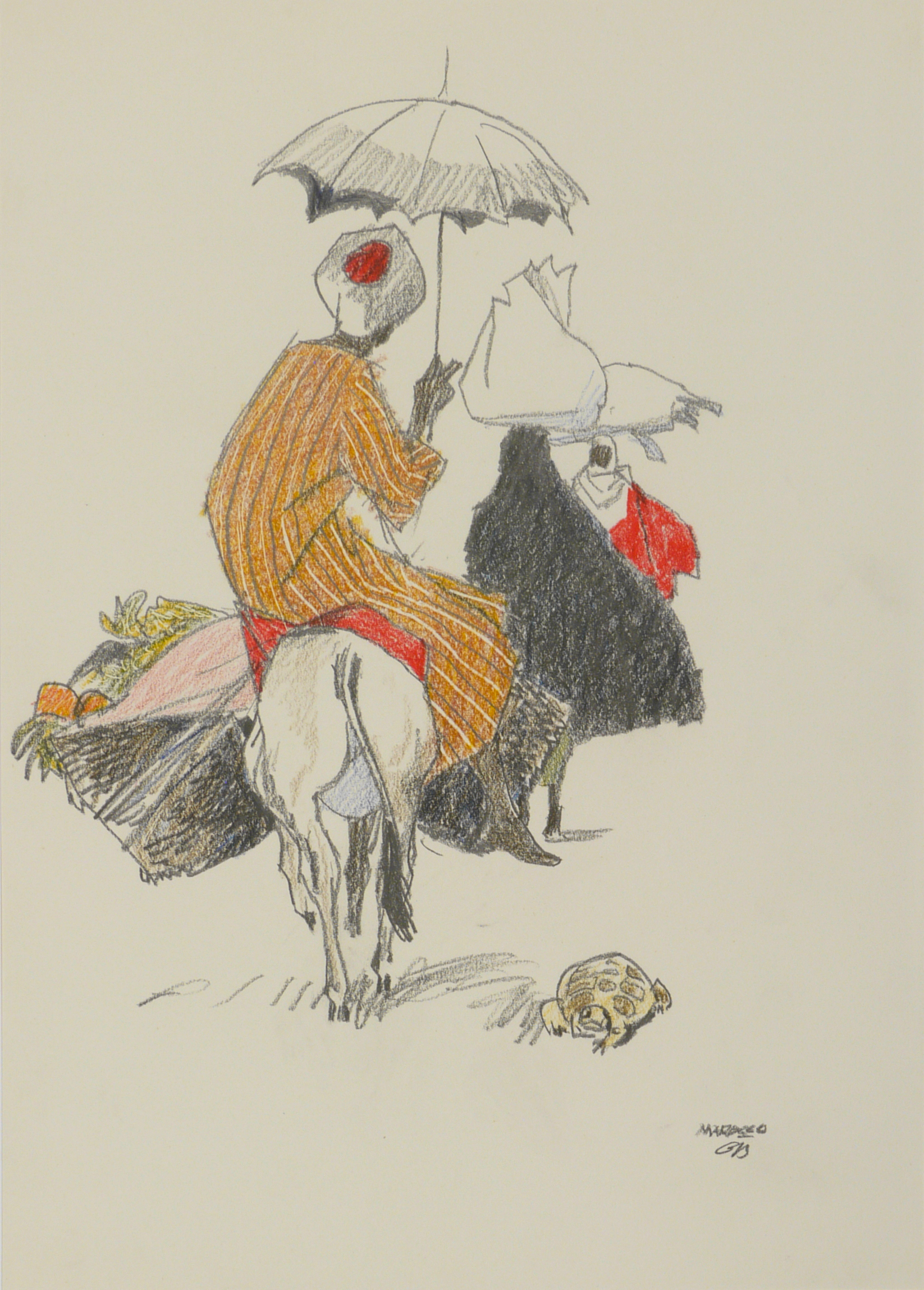
Illustration eines Berbers

Der Katalog einer Ausstellung von Schulz 1979 in der Galerie Levy beschreibt diese Zeit so: „Der starke Einfluss dieser Männer, sowie das ständige Skizzieren entwickelte sein angeborenes visuelles Gedächtnis.“
Anfang 1929 begann er bei dem Verlagshaus Annoncen-Expedition Rudolf Mosse als Layouter. Nach eineinhalb Jahren wechselte er zur Werbeagentur Lintas in Berlin, wo er vom 15. Juni 1930 bis zum 31. Mai 1933 und vom 1. Oktober 1933 bis zum 31. Dezember 1935 als Atelierleiter arbeitete. Dort lernte er auch seine erste Ehefrau Susanne kennen. In seinem Abschlusszeugnis wurden nicht nur sein künstlerisches Talent und seine organisatorischen Fähigkeiten außerordentlich gelobt, ihm wurde auch bestätigt, dass er eine „rasche Auffassungsgabe besitzt und ein schneller Arbeiter ist.“
Zum ersten Mal schob Schulz 1934 ein „T.“ zwischen Vor- und Nachnamen und nannte sich fortan Günther T. Schulz. Wie Schulz ausgerechnet auf ein „T.“ kam, ist nicht überliefert. Falsch ist indessen, dass, wie sich im Internet finden lässt, der Buchstabe T eine Abkürzung für den Namen Thordsen war. Seine Arbeiten, freie als auch Auftragsarbeiten, signierte er künftig ausschließlich mit GTS. ein Kürzel, das ihm in der Gesellschaft bald als Spitznamen und im Beruf als Markenzeichen dienen sollte:
- „Sein Signum G.T.S. ist … eine über die Grenzen hinaus bekannte Wertmarke geworden“[3], berichtete das Hamburger Abendblatt am 21. September 1959 anlässlich seines 50. Geburtstags.
- „… das Kürzel G.T.S. wurde zum international anerkannten Markenzeichen“[4], schrieb die Welt am 13. November 1979.

Anfang des Jahres 1936 zog es Günther T. Schulz nach Hamburg. Er wurde von der Reemtsma Cigarettenfabriken abgeworben, für die er fortan, vom 6. Januar 1936 bis zum 28. Juni 1948, mit zwei kurzen Unterbrechungen während des Kriegs als Studioleiter tätig war. In dieser Funktion arbeitete er eng mit Philipp F. Reemtsma und Hans Domizlaff, dem bekannten Werbeberater und Begründer der Markentechnik, zusammen, mit denen er bald Freundschaft schloss. Die organisatorische Tätigkeit des Studioleiters allein genügte Schulz aber nicht, daher illustrierte er selbst einen großen Teil der Werbekampagnen für Reemtsmas Zigarettenmarken, dazu gehörten unter anderem Kampagnen für Ernte 23, R6, Fox und Astor. Mit den Mazedonischen Skizzen, die er für Ernte 23 anfertigte, wurde er 1939 bekannt. Diese Motive zeigen die lokale Kultur und Lebensart, sowie die Arbeitsweise bei der Ernte und Verarbeitung des orientalischen Tabaks, die GTS auf unterschiedlichen, von Reemtsma entsandten Reisen in die Tabakanbaugebiete der Balkanländer, sowie dem vorderen Orient festgehalten hatte.
Da Günther T. Schulz mit einer Jüdin verheiratet und auch nicht Mitglied der Reichskammer der bildenden Künste war, wurde ihm am 11. April 1939 vom Präsidenten der Reichskammer Adolf Ziegler vorübergehend ein Berufsverbot erteilt. Dieses wurde allerdings aufgrund einer Entscheidung des Reichsministers für Volksaufklärung und Propaganda am 1. Juli 1939 wieder aufgehoben. Schulz war fortan berechtigt „sich unter Befreiung der Mitgliedschaft bei der Reichskammer der bildenden Künste nebenberuflich als Gebrauchsgraphiker zu betätigen.“ Die Tatsache, dass Schulz sich über mehr als ein Jahr der Einberufung zur Wehrmacht entziehen konnte, verdankte er seiner Freundschaft zu Philipp F. Reemtsma, der immer wieder Gesuche an die Wehrmachtsstelle verfasste, in der er Schulz als unersetzlichen Experten in der Entwicklung der Haltbarmachung von Lebensmitteln darstellte, eine Aufgabe, die die Firma während des Kriegs übernahm. Ob Schulz sich tatsächlich auf diesem Gebiet auskannte, ist mehr als fraglich. Verbrieft ist, dass Reemtsma durch seine Beziehungen zu den Behörden GTS immer wieder warnen konnte, wenn die Gestapo in Hamburg-Othmarschen Hausdurchsuchungen durchführte. Als die Einberufungsbescheide jedoch von einer anderen Behörde bearbeitet wurden, musste Schulz am 9. Mai 1941 schließlich doch zur Wehrmacht. Er wurde als Funker in Lübeck stationiert, wo er allerdings, vermutlich abermals aufgrund der Einflussnahme von Reemtsma, nur bis zum 10. Oktober 1941 blieb, um seine Arbeit bei Reemtsma fortsetzen zu können. Am 8. Dezember 1942 wurde er vom Wehrbezirkskommando Hamburg ausgemustert.
Nach dem Zweiten Weltkrieg verlegte GTS seinen Arbeitsplatz von der Firma Reemtsma an der Luruper Chaussee in den Laeiszhof an der Trostbrücke in Hamburg, wo er ein eigenes Atelier gründete. Neben dem Entwurf seiner Kampagnen für Reemtsma arbeitete er fortan auch im Auftrag weiterer großer Kunden und Verlage als Werbeillustrator. Zu seinen Kunden gehörten unter anderem Daimler-Benz, VW und Shell.
Bereits vor dem Krieg hatte Schulz den Verlegersohn Axel C. Springer kennengelernt, mit dem ihn fortan eine lebenslange Freundschaft verbinden sollte. Noch während des Kriegs begann er für den Springer’schen Verlag Hammerich und Lesser Bücher zu illustrieren. Sein Vertrag bei Reemtsma sah vor, dass er auch anderen Arbeiten nachgehen durfte. Es folgten Buchillustrationen für den Dulk Verlag, den Toth Verlag, den Rowohlt Verlag und viele weitere.
1953 wurde sein bekanntestes Buch verlegt. „Unter Segeln rund Kap Hoorn“, das auf 253 Seiten filigrane Federzeichnungen von Bord des Flying P-Liners Padua der Reederei F. Laeisz zeigt. GTS illustriert dabei teils dramatische, teils humorige Szenen. Ob er selbst die eigentliche Reise antrat, ist allerdings nicht bekannt. Vor der Veröffentlichung des Buches zeigte das Hamburger Abendblatt in einer Serie Illustrationen aus dem Buch „und beschwört damit Erlebnisse und Visionen, die für den alten Fahrensmann hohen Erinnerungswert haben.“
„Dem letzten großen Segelschiff-Reeder, Erich F. Laeisz, in Hamburg gewidmet, beginnt das nach allen Weltmeeren duftende Buch mit einem Kapitel des großen Seeschriftstellers Joseph Conrad.“
GTS war ein charismatischer, aufgeschlossener Mann, der Menschen begeistern konnte und sich durch zahlreiche Freund- und Bekanntschaften in der gehobenen Gesellschaft bewegte. Zu seinen Weggefährten gehörten neben Axel Springer und Philipp F. Reemtsma auch Henri Nannen, Max Schmeling sowie später auch Helmut Schmidt, Reinhart Wolf und Herbert v. Karajan.
Eine Freundin Axel Springers, Traute Sington, beschreibt die damalige Zeit so: „Die vielen, vielen Abende und Sonntage, die wir in der schönen Wohnung (von Axel Springer, Anm. d. Autors) an der Elbchaussee verbrachten, bleiben unvergesslich. Kathrin war die perfekte Gastgeberin, und die interessantesten Abende waren in langen Debatten in Gesellschaft von Leuten wie Axel Eggebrecht, Peter von Zahn, Felix Jud und Günther T. Schulz verlaufen. Die Stimmung war zuversichtlich, und die bösen Erinnerungen waren wie ein Alptraum, von dem man endlich erwacht war.“
Für Springers Zeitschriften Hörzu und Kristall entwarf GTS zunächst Titelseiten und illustrierte verschiedene Reportagen, bevor er 1948 entscheidenden Einfluss auf die Gestaltung des Signets der ersten von deutschen Behörden genehmigten Tageszeitung, des Hamburger Abendblatts nahm, deren Ausgabe am 14. Oktober 1948 erschien. Dazu heißt es in dem von Axel Springer selbst verfassten Buch Aus Sorge um Deutschland: „Vom Bunker war es nur ein kleiner Sprung zum ‚Museum für Hamburgische Geschichte‘, wo Günther T. Schulz das Signum für die geplante und vorbereitete Hamburger Tageszeitung holte und auch die Idee zu unserem Motto: ‚Mit der Heimat im Herzen die Welt umfassen‘.“
Im April 1950 widmet die internationalen Branchenzeitschrift Gebrauchsgraphik/International Advertising Art GTS einen umfangreichen Artikel: „Ist G.T. Schulz, der gelernte Lithograph und Layoutmann, heute ein so ausgezeichneter Illustrator, verständnisvoller Mitarbeiter namhafter Verlags- und Industriebetriebe, dann liegt das an seiner Einsicht für das jeweils Besondere, an seiner Absicht, gerade dies mit entsprechendsten Mitteln darzulegen. Seine Arbeiten werden nie uninteressant, da er als Urheber stets „inter-esse“, sich eindenkend und einfühlend, dabei ist.“
Am 24. Juni 1952 erschien die Erstausgabe der überregionalen Boulevardzeitung „Bild-Zeitung“, für deren Logo GTS ebenfalls verantwortlich zeichnete. Tobias Lobe, der Autor des Buchs Bild ist Marke schreibt dazu: „Von Illustrator Günther T. Schulz, der auch bei Reemtsma Zigarettenpackungen entwarf, ließ Springer das knallrote Logo entwerfen. Der Name dieser Erfindung war zugleich Konzept: „BILD“ sollte eine Art Tages-Illustrierte werden.“ Ergänzend dazu Henno Lehmeier in seiner Springer Biografie: „Er (Schulz, Anm. d. Autors) tauchte allerdings wieder rechtzeitig auf, um (dem Unternehmer, Anm. d. Autors) … nach dem Logo für das „Hamburger Abendblatt“ ein weiteres Markenzeichen zu verehren. Ein simples Signum: Vier weiße schmucklose Buchstaben in einem rechteckigen feuerroten Block, darüber der Preis 10 Pf., und das Wort Zeitung darunter. Hätte sich damals Schulz schlau eine Erfolgsbeteiligung ausgehandelt anstelle des einmaligen Honorars von 250 Mark, zum Beispiel den zehnten Teil eines Pfennigs pro verkaufter Zeitung mit seinem Titelentwurf, dann hätte er bis zum heutigen Tag rund fünfzig Millionen Mark verdient.“
1955 reiste GTS im Auftrag der Firma Reemtsma nach New York, wo er 12 Wochen im weltberühmten Waldorf-Astoria-Hotel wohnte. Sein Auftrag war sowohl den Geist des Hotels, als auch die dort verkehrende Hautevolee künstlerisch einzufangen und für die nächste Kampagne der Zigarettenmarke Astor zu illustrieren. Diese Illustrationen fanden branchenweit Beachtung und wurden zu einem weiteren Meilenstein in Schulz’ Karriere. Schulz hatte eigentlich immer, so wissen es seine Kinder zu berichten, einen Stift, einen Pinsel oder ein Stück Kreide oder Kohle in der Hand. Er zeichnete und malte, wo immer er war. In verschiedensten Techniken. Die unterschiedlichsten Motive. Landschaften, Stillleben, Schiffe, Technisches, Abstraktes, Porträts, Akte, Menschen aller Couleur in allen erdenklichen Situationen. Zeit seines Lebens. Seine Bilder entstanden in Hamburg, an der Elbe, im Hafen, auf Sylt und auf zahllosen Reisen, die er privat, aber auch für Reemtsma unternahm. Diese führten den wissbegierigen Schulz in manche Ecken der Welt, in die man zu dieser Zeit nicht häufig reiste, wie z. B. nach Madeira oder gar Madagaskar. Die wenige Freizeit, die ihm noch blieb, verbrachte er in Konzerten, er spielte Klavier und Gitarre, aber vor allem liebte er das Segeln. Diese Liebe hatte auch sein berufliches Schaffen immer wieder gekreuzt. Anlässlich seiner ersten Ausstellung mit Werbeillustrationen für Reemtsma, aber auch Aquarellen und Porträts in Öl im Hamburger Künstlerclub „Die Insel“ am 5. Dezember 1956 erschien im Hamburger einen Tag darauf unter dem Titel „Sein Thema ist das Heute – GTS: ein Zeichner von hohem Rang“ ein Artikel, in dem indirekt auf die Waldorf-Astoria-Serie eingegangen wurde: „Ein Künstler kann die Gesellschaft, in der er lebt aus kritischer Distanz sehen, oder er kann sich mit ihr identifizieren. Dann ist er wie Günther T. Schulz in der Lage, ihre Gefühle, ihr Wunschbilder, ihre Sehnsucht anschaulich zu machen.“ Die Bild-Zeitung schrieb am selben Tag: „Auch ‚drüben‘ (in den USA, Anm. des Autors) ist sein Können gefragt: Er arbeitet für mehrere amerikanische Zeitschriften. Aber er vergisst die Heimat nicht. Keine der größten deutschen Presseerzeugnisse ohne die ebenso modernen wie einprägsamen Illustrationen von G.T.S.“
Der Hamburger Anzeiger beschreibt indessen Schulz’ freie Arbeiten: „… so zeigen die Aquarelle und Pastelle … landschaftliche Träumereien von Farbe und Linie. Alles kommt hier zunächst aus dem Erleben der Farbe – die Motive geben gleichsam die Gelegenheiten, Tonwerte gegeneinanderzusetzen und dabei doch immer die Grundtonart zu beachten – also ein farben-kompositionell überzeugendes Oeuvre.“ „GTS, der sich nach außen hin bescheiden immer als „Gebrauchsgraphiker“ bezeichnet, ist nicht nur Graphiker sondern ein Maler; dass man ihn als solchen erkennt, ist der Gewinn dieser Ausstellung. Der stimmungsvolle, stille Landschafter ist ein Meister echter Aquarelltechnik, wie man besonders von dem Bilde eines sich aus nuancierten grauen Tönen heraushebenden Schlosses in der Grafschaft Sussex erfährt.“
Auf Partys, so heißt es, stand er mit den Erzählungen von seinen Reisen oft im Mittelpunkt. Schulz liebte das Mondäne. Er liebte Maßanzüge und -hemden und hatte einen ausgewählt guten Geschmack bei den Dingen, mit denen er sich umgab.
1956 wechselte GTS in die Werbeagentur McCann-Erickson in Hamburg, wo er als Creative Director 4 Jahre blieb. 1960 wurde er von der Heumann Werbegesellschaft abgeworben, die 1964 von der Werbeagentur Ogilvy & Mather übernommen wurde. Seine letzte berufliche Station in Deutschland führte Günther T. Schulz für drei Jahre zu der Zigarettenfabrik Martin Brinkmann AG in Bremen. Dort arbeitete er als Creative Consultant, wollte es sich aber nicht nehmen lassen auch selbst, wie einst bei Reemtsma, Anzeigenmotive selbst zu entwerfen. So gestaltete er z. B. Kampagnen für Peer Export. Zu dieser Zeit lernte er auch den südafrikanischen Unternehmer Anton Rupert kennen, dessen Rembrandt Group 1966 eine Minderheitsbeteiligung an der Martin Brinkmann AG übernahm. Auf Einladung Ruperts, der Günther T. Schulz für sein Unternehmen abwerben wollte, besuchte GTS im März 1967 zum ersten Mal Südafrika. Es sollte noch zwei weitere Jahre dauern, bis er schließlich am 20. August 1969 mit seiner zweiten Frau Karin nach Gordons Bay, westlich von Kapstadt in Südafrika auswanderte, um die Arbeit für Rupert aufzunehmen. Auch dort blieb Schulz umtriebig und illustrierte ebenfalls Bücher für den Tafelberg-Uitgewers Verlag Südafrika, arbeitete als Creative Director bei der Werbeagentur Kluth & Odes Advertising Ltd. und wurde Dozent an der University of Stellenbosch, an der er Zeichnen lehrte. Seinen engen Beziehungen in die Häuser Reemtsma und Springer blieb er bis zum Ende seines Lebens treu. So wurden er und seine Frau Karin einige Male von Gertrud Reemtsma, der Witwe von Philipp F. Reemtsma besucht.
Günther T. Schulz starb im Alter von 69 Jahren, am 12. September 1978 und wurde im Garden of Remembrance in Kapstadt beerdigt. Er galt als einer der bedeutendsten deutschen Werbegraphiker. Ein Jahr später, 1979 wurden seine Bilder in der Galerie Levy in Hamburg ausgestellt.

## Privatleben
Günther T. Schulz heiratete am 13. Mai 1933 in Hamburg Susanne Hanna Josky. Aus dieser Ehe gingen die Kinder Gabriele, Irene und Andreas hervor. 1951 trennte sich das Ehepaar, ließ sich aber erst am 31. März 1958 scheiden. Seit 1951 war GTS mit der geschiedenen zweiten Ehefrau von Axel Springer, Erna Frieda Berta, genannt Kathrin, liiert. Die Beziehung dauerte 17 Jahre. Am 25. Juli 1969, kurz vor der Migration nach Südafrika, heiratete GTS seine zweite Frau Karin Meil.

## Illustrierte Bücher
- Und Sie bewegt sich doch, 1937, Zsolt v. Harsanyi, Esche Verlag
- Mit den Augen einer Frau, 1938, Zsolt v. Harsanyi, J.P. Toth Verlag
- Weltreise nach Bückeburg, 1942, Fritz von Woedtke, Hammerich & Lesser Verlag, Hamburg
- Das Lächeln am Knie, 1943, Walther Hansemann, Hammerich & Lesser Verlag, Hamburg
- Von den Bräuchen der Seeleute, 1943, Kapitän Fred Schmidt, Hans Dulk Verlag, Hamburg
- Hamburg und die Antillen, 1943, Heinrich Smidt, Hammerich & Lesser Verlag, Hamburg
- Der Gott der Diebe, 1944, Fred Andreas, Hammerich & Lesser Verlag, Hamburg
- Kleine Hausapotheke, 1944, Siegfried von Vegesack, Hammerich & Lesser Verlag, Hamburg
- Die Maaten von der Pensacola, 1945, Harry Reuss-Löwenstein, Hammerich & Lesser Verlag, Hamburg
- Heimat Hamburg, 1946, Verschiedene Autoren, Johann Trautmann Verlag, Hamburg
- Aus dem Leben eines Taugenichts, 1946, Joseph Freiherr von Eichendorff, Johann Trautmann Verlag
- Das herrliche Leben, 1947, Zsolt v. Harsanyi, J.P. Toth Verlag
- Am Rande der Welt, 1947, Norbert Jacques, J.P.Toth Verlag, Hamburg
- Von Den Büchern, 1947, Martin Beheim-Schwarzenbach, Hans Dulk Verlag, Hamburg
- Kapitäne, 1947, Fred Schmidt, Hans Dulk Verlag, Hamburg
- Die Drei Kutter, 1948, Frederic Marryat, Verlag Delius, Klasing & Co, Berlin, Bielefeld
- Monpti, 1948, Gabor von Vaszary, J.P.Toth Verlag
- Inselmenschen, 1948, Verschiedene Autoren, Axel Springer Verlag, Hamburg
- Die Pickwickier, 1948, Charles Dickens, Axel Springer Verlag, Hamburg
- Sie, 1948, Gabor von Vaszary, J.P.Toth Verlag
- Ungarische Rhapsodie, 1949, Zsolt v. Harsanyi, J.P. Toth Verlag
- Der Knabe Till, 1949, Walther Teich, Hammerich & Lesser Verlag, Hamburg
- Das Königreich des Piraten Avery, 1950, H.R. Bergdorf, Hammerich & Lesser Verlag, Hamburg
- Schöne Weite Welt – Deutschland, 1953, Verschiedene Autoren, Verlag Kurt Desch, München, Wien, Basel
- Unter Segeln rund Kap Hoorn, 1954, Günther T. Schulz, Hans Dulk Verlag, Hamburg
- Koggen, Janmaaten und schnelle Schiffe, 1955, Kapitän Fred Schmidt, Verlag OKIS, Dr. Karl Josef Sattelmair
- Taifun, 1955, Joseph Conrad, Rowohlt Verlag, Hamburg
- Die Wit Perd van Calvinia, 1975, AAJ van Niekerk, Tafelberg-Utgewers, Kapstadt
- Die Langtreeskoene, 1978, AAJ van Niekerk, Tafelberg-Utgewers, Kapstadt
- Die Schatzinsel, 1985, Robert Louis Stevenson, Bertelsmann Club GmbH, Gütersloh